# Baptistenkerk (Treebeek)
De Baptistenkerk (ook: Het witte kerkje) is een baptistisch kerkgebouw in Treebeek in de gemeente Brunssum in de Nederlandse provincie Limburg. De kerk staat aan de Trichterweg, de doorgaande weg tussen Brunssum en Treebeek.

## Opbouw
Het witgeschilderde gebouw is een eenvoudige rechthoekige zaalkerk. Het kerkje wordt gedekt door een zadeldak met op de voorgevel een dakruiter. De kerk heeft een plint van natuursteen en rechthoekige ramen.